# Битка при Кревет
Битката при Кревет на 16 – 18 септември (по стар стил) 1876 година е най-кръвопролитното сражение от Първата сръбско-турска война, опит на генерал Михаил Черняев да разбие турските войски, вклинили се в сръбските позиции между Алексинац и Крушевац на левия бряг на Морава. Подпомогнати край Гредетин от три батальона български доброволци, сърбите атакуват от Креветските и Джуниските възвишения с голямо ожесточение, но без значим успех. Струпаните в района големи турски сили от армията на Абдул Керим паша удържат главните си позиции и контраатакуват, но също са отбити.

## Резултат
В битката Черняев губи около 2500 души, Абдул Керим – 1200. Сръбската армия е изтощена и не успява да устои на турската контраофанзива през октомври.